# Želva brazilská
Želva brazilská (Trachemys adiutrix) je druh želvy z čeledi emydovití. Jde o endemit, který obývá Jižní Ameriku, konkrétně část Brazílie. Jeden z anglických názvů tohoto druhu odkazuje na brazilský stát Maranhão. Druh je zapsán na červeném seznamu jako ohrožený.
Někdy je tento druh považován za poddruh taxonu Trachemys dorbigni.